# Andreasen & Lachmann
Andreasen & Lachmann var et dansk stentrykkeri/litografisk anstalt grundlagt 1. juli 1911 og ophørt 1958.
Allerede i 1912 udførte Sven Brasch en reklameplakat for virksomheden, som siden kom til at blive førende inden for plakatproduktion, og som højnede den kunstneriske kvalitet af den danske reklameplakat.
Virksomheden blev stiftet i 1911 af litograf Carl Andreasen (1867-1946) og grosserer Julius Lachmann (1883-1920). Den sidstnævnte havde førhen været driftsleder i det store trykkeri Sophus Kruckow, hvor han var primus motor. Sammen med Julius Lachmann etablerede Carl Andreasen firmaet på adressen Hestemøllestræde 6 i København med fire trykmaskiner og 30 ansatte.
Selskabet udgav i 1912 den informative tryksag Hvad er Litografi og gjorde derved opmærksom på brugen af masseproducerede, kunstneriske gadeplakater som effektiv markedsføring. En lang række kendte plakatkunstnere har haft deres gang hos Andreasen & Lachmann; bl.a. Ib Andersen, Sikker Hansen og Poul Gernes. Verner Permild blev udlært hos firmaet.